# Время насилия
«Время насилия» (болг. Време на насилие) — болгарский художественный фильм-драма 1988 года режиссёра Людмила Стайкова по сценарию Людмила Стайкова, Георги Данаилова, Михаила Киркова и Радослава Спасова. Экранизация романа Антона Дончева «Час выбора».
Фильм состоит из двух частей общей продолжительностью 288 минут и демонстрировался в программе «Особый взгляд» Каннского кинофестиваля 1988 года. Фильм выдвигался от Болгарии на соискание премии «Оскар» в категории «Лучший фильм на иностранном языке», но не вошёл в шорт-лист номинантов. В 2015 году экранизация признана лучшим болгарским фильмом за 100 лет.

## Съёмки
Фильм снимался в Смолянской области на юге Болгарии с преобладанием мусульманского населения и подчёркивает, что мусульмане в Болгарии являются этническими болгарами, насильно обращенными в ислам. Многие актёры массовки в фильме являются потомками тех, кто в прошлом переживал тяготы османского ига.

## Сюжет
1668 год. Османская империя давно господствует в Юго-Восточной Европе. Но свящённая война за окончательное утверждение ислама продолжается. В горы Родопы посланы янычары под руководством Караибрагима. Их, в прошлом христианских мальчиков, разлучали с родителями, воспитывали в крайней жестокости и превращали в фанатично верных воинов султана. Местный управитель Сулейман-ага убеждён, что вера не должна навязываться силой, и потому местные жители не спешат отказываться от христианства, а самим Сулейманом-агой не доволен паша. Караибрагим даёт жителям 10 дней на раздумье.
В деревне вдова Севда признаётся в любви к Манолу и просит взять её в жёны, но Манол сватается к юной Елице. Оставленный на страже на время свадьбы Горан пристаёт в лесу к Севде, в которую давно влюблён, и не замечает подход янычар. Караибрагим расстраивает свадьбу и приказывает согнать мужчин в канак, а женщин отдаёт на поругание солдатам. Принявший ислам венецианец Абдулах шокирован жестокостью янычар и спасает от расправы мальчика Мирчо, сына Манола, пряча его у Гульфии — жены Сулеймана-аги. Гульфия видит в венецианце доброе сердце и показывает тайный проход из канака.
Оставшиеся в деревне жители спасаются бегством, но вымещают злость на Севде, которая, по их мнению, виновата в том, что Горан проглядел турецкое войско. Она вынуждена идти своей дорогой. К назначенному сроку старейшины деревни, запертые в тюрьме канака, не отреклись от своей веры, отчего каждый последующий день их по одному жестоко казнят. Не убеждает их и появление Севды в парандже. Увидев казнь, она признаётся Караибрагиму, что согласилась принять ислам, только чтобы спасти соплеменников, и потому погибает от жестокой расправы. Манола приводят повидаться с Елицей, которую Караибрагим не тронул и приказал передать наказ покориться в обмен на свободу. Манол просит её сбежать, стать женой Момчила и родить сына.
При попытке убить Караибрагима Горан погибает, и его лицо уродуют раскалённые угли. Его тело опознаёт отец Дядо Галушко, чтобы горы и люди помнили имя Горана и его поступок. Дядо Галушко также признаёт в Караибрагиме своего сына Страхила, много лет назад уведённого из деревни янычарами. Напуганный прибытием янычара Карахасана с войском, что означает недовольство Мухаммеда-паши, Караибрагим решает продемонстрировать свою непоколебимость и казнит отца, отказавшегося изменить веру.
На очередном собрании по обращению старейшин Манол ради спасения Мирчо затевает потасовку, в которой всех болгар убивают. Мирчо приносит печальную весть в деревню, и жители уходят в пещеры, прячась от огня и ружей янычар. Поп Алигорко понимает, что единственный способ для болгар выжить и сохранить свои язык и обычаи, — пожертвовать своей верой. После проведённого обряда люди смогли вернуться в свою разрушенную деревню, сохранив страх при виде янычар.
Караибрагим выполнил наказ паши и обращается к попу Алигорко с просьбой передать Момчилу, что в случае его неявки, Елицу увезут, а её будущего сына воспитают янычаром. Смертельно раненый Момчил принимает непростое решение. Вскоре Мирчо приносит большой свёрток, в котором завёрнута голова Момчила, и убивает Караибрагима. На мальчика набрасываются солдаты, а видевшую всё Елицу тайным ходом выводит из канака венецианец. Окрестные деревни подвергаются расправе и поджогам.

## В ролях
- Иосиф Сурчаджиев — Караибрагим
- Руси Чанев — поп Алигорко
- Иван Крыстев — Манол
- Валтер Тоски — (венецианец) Абдулах
- Аня Пенчева — Севда
- Васил Михайлов — Сулейман-ага
- Константин Коцев — Дядо Галушко
- Калина Стефанова — Елица, внучка Дядо Галушко
- Ангел Иванов — Мирчо, младший сын Манола
- Момчил Карамитев — Момчил, старший сын Манола
- Стойко Пеев — Горан, сын Дядо Галушко
- Богомил Симеонов — Исмайл-бей
- Джоко Росич — Карахасан
- Велко Кънев — Фазыл Ахмед-паша
- Стефка Берова — Гульфия, жена Сулеймана-аги